# Сем Гатчинсон
Сем Гатчинсон (англ. Sam Hutchinson, нар. 3 серпня 1989, Віндзор) — англійський футболіст, захисник, півзахисник кіпрського «Пафоса».
Виступав за юнацькі збірні Англії.

## Клубна кар'єра
Народився 3 серпня 1989 року у Віндзорі. Вихованець футбольної школи клубу «Челсі». Наприкінці сезону 2006/07 18-річний гравець дебютував у складі головної команди лондонського клубу. Утім кар'єру юного футболіста майже перекреслила важка травма коліна, яку він невдовзі отримав. Влітку 2010 року 21-річний на той час гравець навіть оголосив про завершення виступів на футбольному полі. Утім згодом йому вдалося успішно пройти реабілітацію і покращити свою ігрову форму достатньо аби «Челсі» наприкінці 2011 року узгодив зі своїм вихованцем новий півторічний контракт. В сезоні 2011/12 Гатчинсон навіть провів дві гри за лондонців у Прем'єр-лізі, однак на наступний сезону був відданий в оренду до «Ноттінгем Фореста», а другу половину 2013 року провів також в оренді в нідерландському «Вітессі», однак у жодній із цих команд основним гравцем не став.
У лютому 2014 року на умовах місячної оренди приєднався до англійського друголігового «Шеффілд Венсдей». Згодом оренду було подовжено, а влітку того ж року, торимавши від «Челсі» статус вільного агента, уклав із «Венсдей» повноцінний контракт. Відіграв за цю команду наступні шість сезонів.
У вересні 2020 року, після закінчення контракту із «Шеффілд Венсдей» перебрався на Кіпр, де приєднався до очолюваної Дмитром Михайленком команди «Пафос».

## Виступи за збірні
2006 року дебютував у складі юнацької збірної Англії (U-18), загалом на юнацькому рівні взяв участь у 6 іграх.

## Статистика виступів

### Статистика клубних виступів
Станом на 20 грудня 2015
| Сезон                       | Команда                     | Чемпіонат                   | Чемпіонат | Чемпіонат | Національний кубок | Національний кубок | Національний кубок | Континентальні кубки | Континентальні кубки | Континентальні кубки | Інші змагання | Інші змагання | Інші змагання | Усього | Усього |
| Сезон                       | Команда                     | Ліга                        | Ігор      | Голів     | Ліга               | Ігор               | Голів              | Ліга                 | Ігор                 | Голів                | Ліга          | Ігор          | Голів         | Ігор   | Голів  |
| --------------------------- | --------------------------- | --------------------------- | --------- | --------- | ------------------ | ------------------ | ------------------ | -------------------- | -------------------- | -------------------- | ------------- | ------------- | ------------- | ------ | ------ |
| 2006–07                     | «Челсі»                     | ПЛ                          | 1         | 0         | КА+КЛ              | 0                  | 0                  | ЛЧ                   | 0                    | 0                    | СА            | 0             | 0             | 1      | 0      |
| 2007–08                     | «Челсі»                     | ПЛ                          | 0         | 0         | КА+КЛ              | 0                  | 0                  | ЛЧ                   | 0                    | 0                    | СА            | 0             | 0             | 0      | 0      |
| 2008–09                     | «Челсі»                     | ПЛ                          | 0         | 0         | КА+КЛ              | 0                  | 0                  | ЛЧ                   | 0                    | 0                    | -             | -             | -             | 0      | 0      |
| 2009–10                     | «Челсі»                     | ПЛ                          | 2         | 0         | КА+КЛ              | 0+1                | 0                  | ЛЧ                   | 0                    | 0                    | СА            | 0             | 0             | 3      | 0      |
| 2010–11                     | «Челсі»                     | ПЛ                          | 0         | 0         | КА+КЛ              | 0                  | 0                  | ЛЧ                   | 0                    | 0                    | СА            | 0             | 0             | 0      | 0      |
| 2011–12                     | «Челсі»                     | ПЛ                          | 2         | 0         | КА+КЛ              | 0                  | 0                  | ЛЧ                   | 0                    | 0                    | -             | -             | -             | 2      | 0      |
| Усього за «Челсі»           | Усього за «Челсі»           | Усього за «Челсі»           | 5         | 0         |                    | 1                  | 0                  |                      | 0                    | 0                    |               | 0             | 0             | 6      | 0      |
| 2012–13                     | «Ноттінгем Форест»          | ЧФЛ                         | 9         | 1         | КА+КЛ              | 0                  | 0                  | -                    | -                    | -                    | -             | -             | -             | 9      | 1      |
| 2013-січ. 2014              | «Вітесс»                    | ЕД                          | 1         | 0         | КН                 | 2                  | 0                  | -                    | -                    | -                    | -             | -             | -             | 3      | 0      |
| січ.-черв. 2014             | «Шеффілд Венсдей»           | ЧФЛ                         | 10        | 1         | КА+КЛ              | 0                  | 0                  | -                    | -                    | -                    | -             | -             | -             | 10     | 1      |
| 2014–15                     | «Шеффілд Венсдей»           | ЧФЛ                         | 20        | 0         | КА+КЛ              | 0                  | 0                  | -                    | -                    | -                    | -             | -             | -             | 20     | 0      |
| 2015–16                     | «Шеффілд Венсдей»           | ЧФЛ                         | 25+2      | 0         | КА+КЛ              | 0+3                | 1                  | -                    | -                    | -                    | -             | -             | -             | 19     | 1      |
| Усього за «Шеффілд Венсдей» | Усього за «Шеффілд Венсдей» | Усього за «Шеффілд Венсдей» | 57        | 1         |                    | 3                  | 1                  |                      | -                    | -                    |               | -             | -             | 49     | 2      |
| Усього за кар'єру           | Усього за кар'єру           | Усього за кар'єру           | 61        | 2         |                    | 6                  | 1                  |                      | 0                    | 0                    |               | 0             | 0             | 67     | 3      |

## Титули і досягнення
- Чемпіон Англії (1):

«Челсі»: 2009-2010
- Володар Кубка Англії (1):

«Челсі»: 2011-2012